# ژئان-ریکتوس
ژئان-ریکتوس (به فرانسوی: Gabriel Randon - Jehan-Rictus) شاعر قرن نوزدهم میلادی اهل فرانسه است.